# Batalla de Hanover Court House

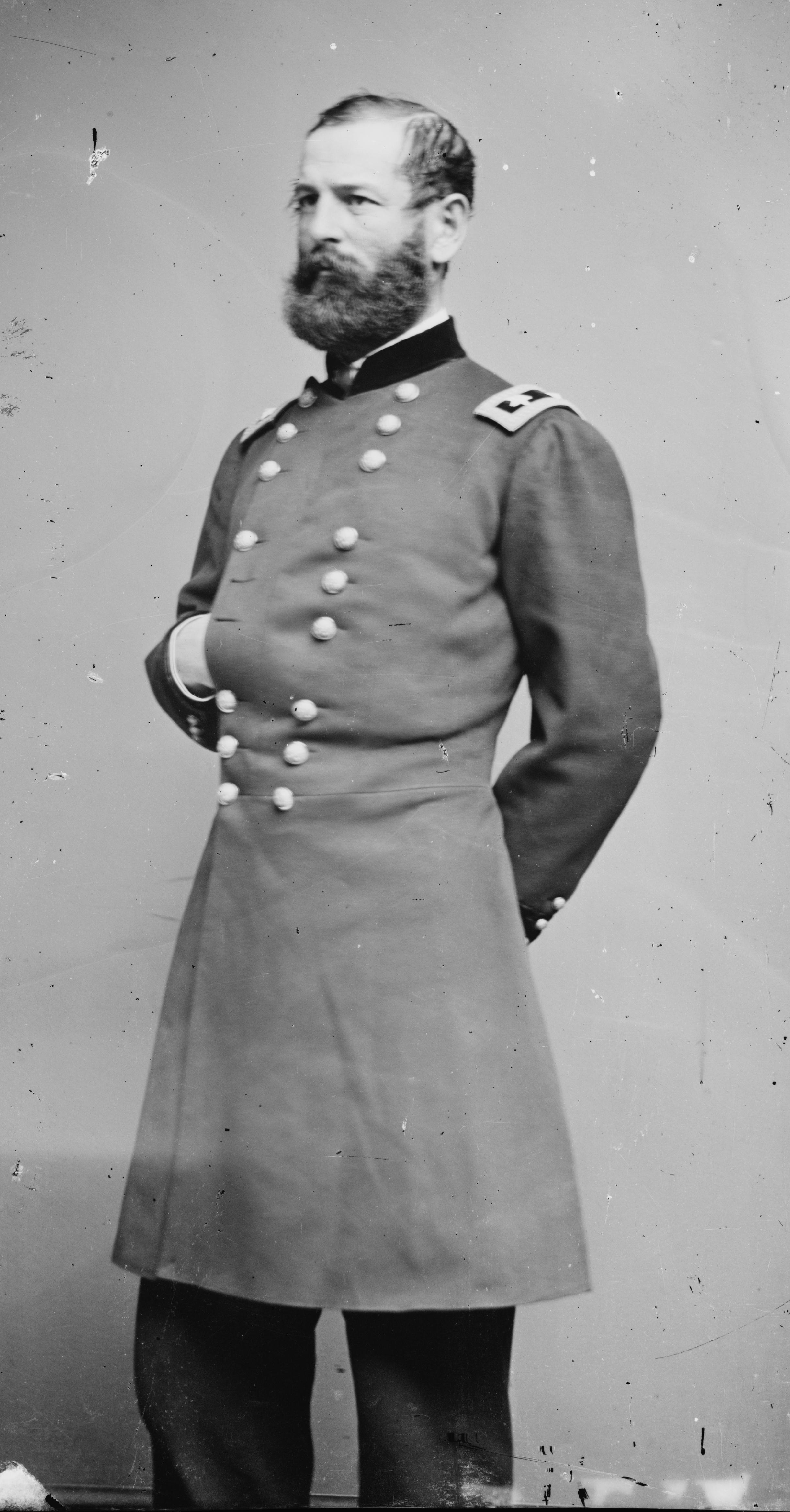
General Fitz John Porter

La Batalla de Hanover Court House, también conocida como la Batalla de Slash Church, tuvo lugar el 27 de mayo de 1862, en el Condado de Hanover, Virginia, como parte de la Campaña de la Península de la guerra civil estadounidense.
El 27 de mayo, elementos del Cuerpo V del general de brigada Fitz John Porter se desplegaron hacia el norte para proteger el flanco derecho del general de división George B. McClellan del Ejército del Potomac. El objetivo de Porter era tratar con una fuerza confederada cerca del palacio de justicia de Hannover, que amenazaba la vía de acceso para los refuerzos de la Unión que marchaban hacia el sur desde Fredericksburg. La fuerza confederada más pequeña, bajo el mando del Coronel Lawrence O'Bryan Branch, fue derrotada en Peake's Crossing después de una lucha desorganizada. La victoria de la Unión fue discutible, sin embargo, ya que los refuerzos federales fueron llamados a Fredericksburg cuando el General de División Nathaniel P. Banks se dio a la fuga en el valle de Shenandoah en First Winchester.

## Antecedentes

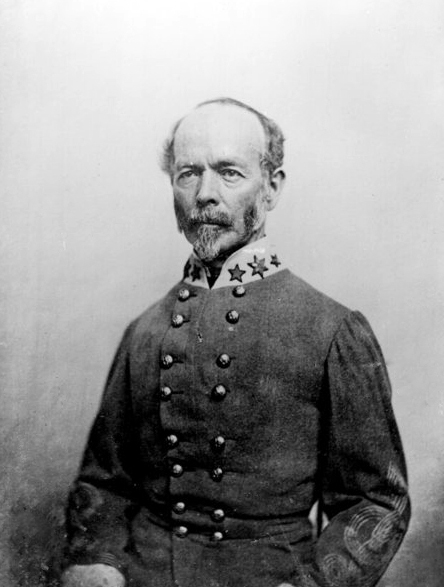
General Joseph E. Johnston

El general confederado Joseph E. Johnston retiró su ejército de 60.000 hombres de la Península de Virginia cuando el ejército de McClellan lo persiguió y se acercó a la capital confederada de Richmond. La línea defensiva de Johnston comenzó en el río James en Drewry's Bluff, sitio de la reciente victoria naval de la Confederación, y se extendió en sentido contrario a las agujas del reloj, de modo que su centro y su izquierda quedaron detrás del río Chickahominy, una barrera natural en la primavera cuando convirtió las amplias llanuras al este de Richmond en pantanos. Los hombres de Johnston quemaron la mayoría de los puentes sobre el Chickahominy y se establecieron en fuertes posiciones defensivas al norte y al este de la ciudad. McClellan posicionó a su ejército de 105.000 hombres para que se concentrara en el sector noreste, por dos razones. Primero, el río Pamunkey, que corría aproximadamente paralelo al Chickahominy, ofrecía una línea de comunicación que podría permitir a McClellan eludir el flanco izquierdo de Johnston. Segundo, McClellan anticipó la llegada del I Cuerpo bajo el mando del General de División Irvin McDowell, programado para marchar hacia el sur desde Fredericksburg para reforzar su ejército, y por lo tanto necesitaba proteger su camino de acercamiento.
El Ejército del Potomac presionó lentamente aguas arriba del río Pamunkey, estableciendo bases de abastecimiento en Eltham's Landing, Cumberland Landing y White House Landing. White House, la plantación de W.H.F. "Rooney" Lee, hijo del general Robert E. Lee, se convirtió en la base de operaciones de McClellan. Usando el ferrocarril de Richmond and York River Railroad, McClellan podría llevar su pesada artillería de asedio a las afueras de Richmond. Se movió lenta y deliberadamente, reaccionando ante una inteligencia defectuosa que le hizo creer que los confederados le superaban en número. A finales de mayo, el ejército había construido puentes sobre el Chickahominy y estaba frente a Richmond, a horcajadas sobre el río, con un tercio del ejército al sur del río, dos tercios al norte. (Esta disposición, que dificultaba que una parte del ejército reforzara a la otra rápidamente, sería un problema significativo en la próxima Batalla de Seven Pines).
Mientras se producían escaramuzas a lo largo de la línea entre los ejércitos, McClellan escuchó un rumor de un civil de Virginia de que una fuerza confederada de 17.000 hombres se estaba trasladando a Hanover Court House, al norte de Mechanicsville. Si esto fuera cierto, amenazaría el flanco derecho del ejército y complicaría la llegada de los refuerzos de McDowell. Un reconocimiento de la caballería de la Unión ajustó la estimación de la fuerza del enemigo a 6.000, pero aun así era motivo de preocupación. McClellan ordenó al general de división Fitz John Porter, comandante del recién formado Cuerpo V, que se ocupara de la amenaza.
Porter partió en su misión a las 4 a. m. el 27 de mayo con su 1.ª División, bajo el mando del General de Brigada George W. Morell, la 3.ª Brigada de la 2.ª División del General de Brigada George Sykes, bajo el mando del Coronel Gouverneur K. Warren, y una brigada compuesta de caballería y artillería encabezada por el General de Brigada William H. Emory, en total unos 12.000 hombres. La fuerza confederada, que en realidad contaba con unos 4.000 hombres, estaba dirigida por el coronel Lawrence O'Bryan Branch, e incluía los regimientos de infantería de Carolina del Norte 7.º, 18.º, 28.º y 37.º, y el 45.º de Georgia. Habían salido de Gordonsville para vigilar el Ferrocarril Central de Virginia, tomando posición en Peake's Crossing, 4 millas (6.4 km) al suroeste de Court House, cerca de Slash Church. Otra brigada confederada estaba estacionada a 16 km al norte en el cruce de Hanover.

## Batalla
Los hombres de Porter se acercaron a Peake's Crossing bajo una lluvia torrencial. Alrededor del mediodía del 27 de mayo, su elemento principal, la 25.ª Infantería de Nueva York, se encontró con la 28.ª Carolina del Norte del Coronel James H. Lane en una patrulla de reconocimiento en la granja propiedad del Dr. Thomas H. Kinney. Los neoyorquinos, junto con los mejores francotiradores de la Unión, escaramuzaron fuertemente con los confederados hasta que llegó el cuerpo principal de Porter, empujando a los rebeldes, superados en número, por el camino en dirección a Court House. Porter partió en persecución con la mayor parte de su fuerza, dejando tres regimientos (el 2.º de Maine, el 44.º de Nueva York y el dañado 25.º de Nueva York), bajo el mando del general de brigada John H. Martindale, para vigilar el cruce de New Bridge y Hanover Court House Roads, a una milla al oeste de la granja de Kinney. Este movimiento expuso la retaguardia del comando de Porter al ataque del grueso de la fuerza de Branch, que Porter había asumido erróneamente que estaba en Hanover Court House.
Branch también hizo una mala suposición -que la fuerza de Porter era significativamente menor de lo que resultó ser- y atacó. El coronel Charles C. Lee dirigió su propio regimiento, el 37.º de Carolina del Norte, junto con el 18.º de Carolina del Norte y dos cañones de la batería de Latham. Un asalto inicial del 18° fue rechazado, pero cuando el 37° se unió, la fuerza de Martindale casi fue destruida por el fuerte fuego. El 44.ª de Nueva York sufrió un 25% de bajas y su estandarte recibió 44 agujeros de bala.
Cuando los mensajeros llegaron a Porter con noticias del compromiso, rápidamente despachó a los regimientos del 9° y 62° de Massachusetts y Pensilvania de vuelta a la Granja Kinney. La línea confederada se rompió bajo el peso de miles de nuevas tropas y se retiraron a través de Peake's Crossing a Ashland.

## Repercusiones
El general McClellan afirmó que Hannover Court House era otra "gloriosa victoria sobre fuerzas superiores en número" y juzgó que se trataba de "una de las cosas más bellas de la guerra"; sin embargo, la realidad del resultado fue que fuerzas superiores (de la Unión) ganaron el día en una lucha desorganizada, caracterizada por juicios erróneos por ambas partes. El flanco derecho del ejército de la Unión se mantuvo seguro, aunque técnicamente los confederados en el cruce de Peake no tenían la intención de amenazarlo. Y el cuerpo de McDowell no necesitaba que sus caminos se mantuvieran despejados porque nunca llegó - la derrota de las fuerzas de la Unión en la Primera Batalla de Winchester por Stonewall Jackson en el Valle de Shenandoah hizo que la administración de Lincoln llamara a McDowell a Fredericksburg. Las estimaciones de víctimas de la Unión varían, de 355 (62 muertos, 233 heridos, 70 capturados) a 397. Los confederados dejaron 200 muertos y heridos en el campo y 730 fueron capturados por la caballería de Porter.
Un impacto mayor que las bajas reales, según el historiador Stephen W. Sears, fue el efecto en la preparación de McClellan para la próxima batalla importante, en Seven Pines y Fair Oaks cuatro días después. Durante la ausencia de Porter, McClellan se mostró reacio a mover más tropas al sur del Chickahominy, convirtiendo su flanco izquierdo en un blanco más atractivo para Johnston.